# Thomas Archer (Architekt)

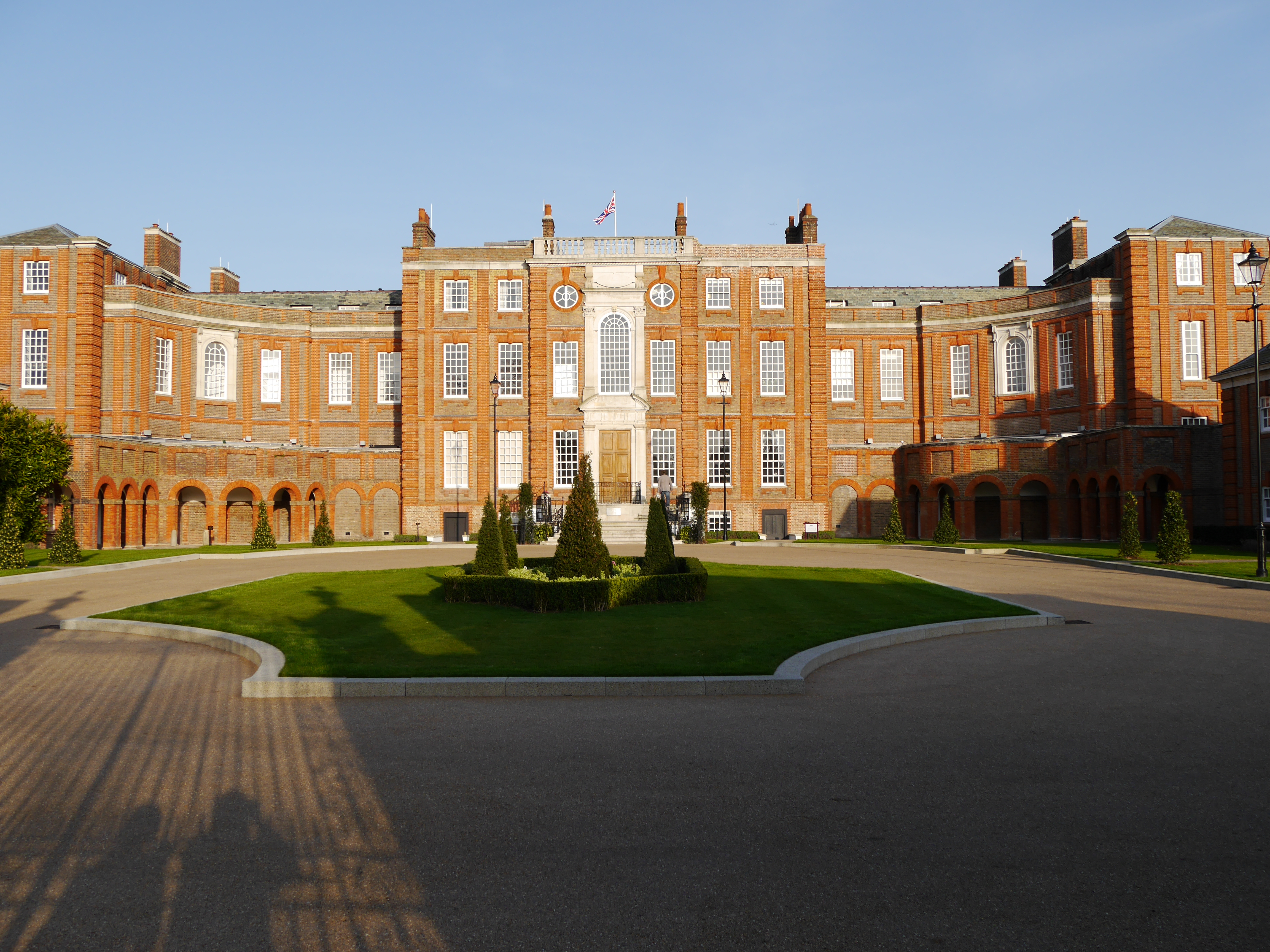
Roehampton House

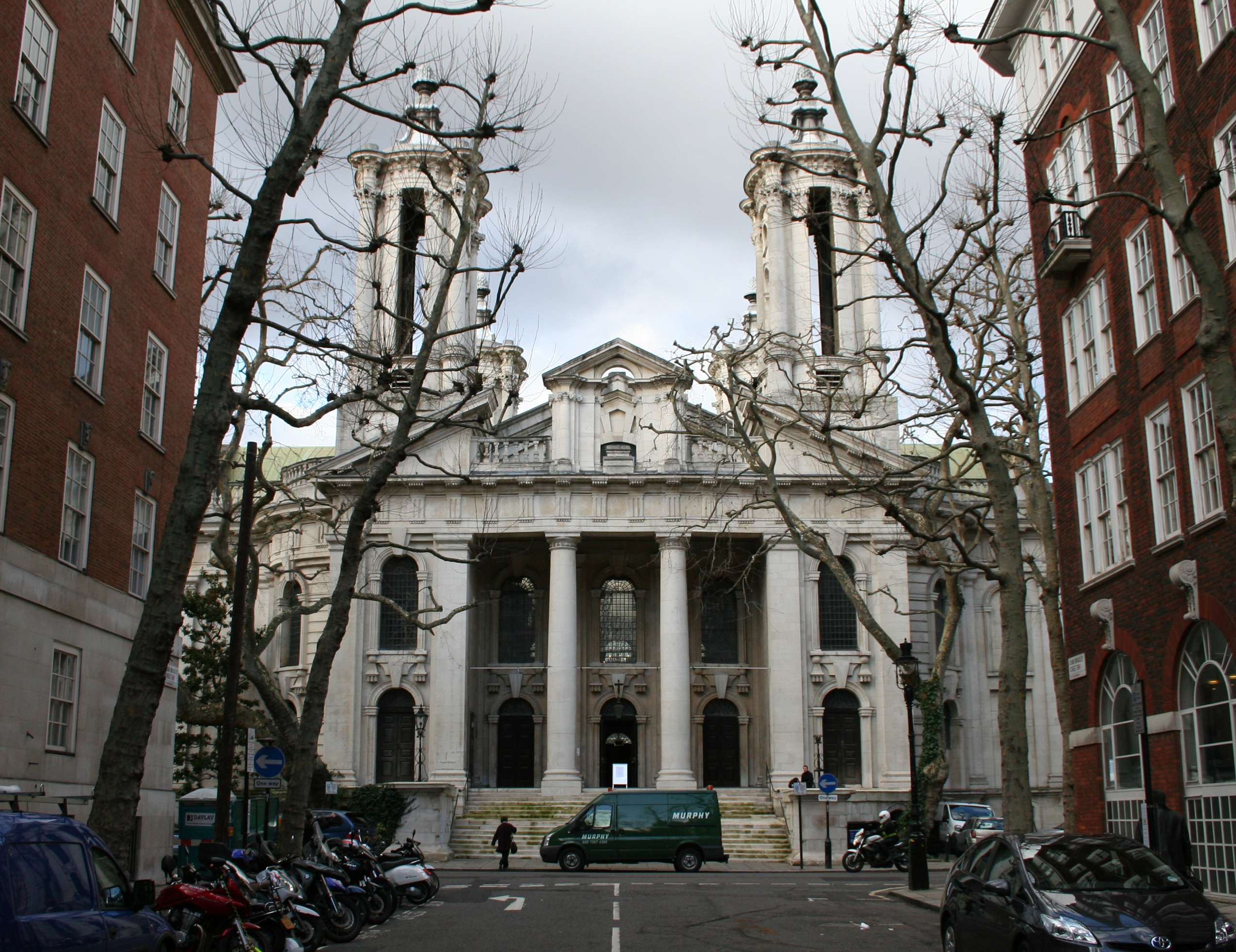
St John’s Smith Square

Thomas Archer  (* 1668 in Umberslade; † 22. Mai 1743 in London) war ein englischer Architekt des Barock.

## Biografie
Archer der jüngste Sohn des gleichnamigen Oberst und Parlamentsmitglieds in Umberslade Hall in Warwickshire und von Ann Leigh, der Tochter eines Londoner Kurzwarenhändlers. Nach dem dreijährigen Besuch von Trinity College (Oxford) hielt sich Archer in den Jahren 1686 bis 1700 auf einer Grand Tour im Ausland auf, bevor er 1706 eine Anstellung als Kammerherr am Hof von Queen Anne erhielt.
Um 1706 lassen sich seine ersten Bauprojekte nachweisen, so der Neubau von Heythrop Hall und der Nordflügel von Chatsworth House sowie 1712 Roehampton House in Surrey und Hurstbourne Priors in Hampshire. 1708 bis 1715 erbaute er die Kirche St Philip’s (die heutige Kathedrale von Birmingham). 1711 wurde Archer zusammen mit Christopher Wren und John Vanbrugh zum Mitglied  der Kommission zur Errichtung von Fünfzig Neuen Kirchen im Stadtgebiet von London ernannt, von denen aber nur zwölf zur Ausführung gelangten. Von Archer selbst stammen die beiden Kirchen St Paul’s, Deptford (1713 bis 1730) und St John’s, Smith Square in Westminster (1713 bis 1728). 1715 erbaute er seinen eigenen Landsitz Hale Park in Hampshire (später verändert von Henry Holland).
In seinen Bauten vertritt Archer den Stil des Barockklassizismus, wobei eine deutliche Beeinflussung durch Christopher Wren, Gianlorenzo Bernini und Francesco Borromini festzustellen ist.